# Пентасилицид тетрародия
Пентасилицид тетрародия — бинарное неорганическое соединение 
металла родия и кремния
с формулой Rh4Si5,
кристаллы.

## Получение
- Сплавление стехиометрических количеств чистых веществ:

{\displaystyle {\mathsf {4Rh+5Si\ {\xrightarrow {1030^{o}C}}\ Rh_{4}Si_{5}}}}

## Физические свойства
Пентасилицид тетрародия образует кристаллы
моноклинной сингонии,
пространственная группа P 21/m,
параметры ячейки a = 1,234 нм, b = 0,3512 нм, c = 0,5929 нм, β = 100,18°, Z = 2
.
Соединение образуется по перитектической реакции при температуре 1030 °C .